# Ghanim (cráter)
Ghanim es un cráter de impacto en el hemisferio norte de Encélado, una luna de Saturno. Ghanim fue observado por primera vez en imágenes de Cassini durante el sobrevuelo de Encélado de dicha misión en febrero de 2005. Se encuentra a 38.5° de latitud norte y 281.5° de longitud oeste, y tiene 13.9 kilómetros de diámetro. La topografía del cráter de impacto parece muy suave, lo que sugiere que ha experimentado una importante relajación viscosa desde su formación. La tectónica también ha afectado a este cráter, influyendo en su forma poligonal final y alterando sus márgenes sureste y noroeste tras su formación.
El cráter recibe su nombre de Ghanim bin Ayyub (Ghanim, hijo de Ayyub), el personaje principal del "Cuento de Ghanim bin Ayyub, el Angustiado, el Esclavo del Amor" en Las mil y una noches. Cerca se encuentran cráteres que llevan el nombre del padre de Ghanim, Ayyub, y de su hermana, Fitnah.